# 1864 (tv-serie)
1864 er en dansk tv-dramaserie i otte dele, som omhandler Danmarks nederlag i den 2. Slesvigske Krig. 1864 er skrevet og instrueret af Ole Bornedal og er inspireret af Tom Buk-Swientys bog Slagtebænk Dybbøl. Serien er med et budget på 173 mio. kroner det dyreste tv-drama produceret i Danmark.
Tv-serien havde premiere 12. oktober 2014 på DR1, 150-året for den skildrede krig.
1864-produktionen blev også klippet sammen til spillefilmen 1864 - brødre i krig, der havde premiere i Danmark i 2016.
Der var bygget ganske store forventninger op til den dyre tv-serie.
Allerede før premieren var en livlig debat i gang, og i løbet af ugerne hvor serien blev sendt fortsatte diskussionen om 1864, ikke blot blandt tv-anmeldere, men også blandt almene kommentatorer og politikere.
Serien skabte en fornyet interesse krigen og perioden omkring 1864.
1864 fik ganske gode seertal, og den blev prist for det visuelle udtryk, men i den overordnede danske bedømmelse af serien var få entusiastiske.

## Baggrund
Historikeren Tom Buk-Swientys populære bog Slagtebænk Dybbøl blev udgivet i juli 2008. To år senere udgav han Dommedag Als, der blev vel modtaget af anmelderne. Mens Ole Bornedal arbejdede i Paris i 2010, blev han kontaktet af DR's dramachef Ingolf Gabold, som spurgte om han var interesseret i at lave en film om 1864 og fortalte ham om Buk-Swientys bøger. Produktionsselskabet Miso Film havde købt rettighederne til en filmatiseringen af bøgerne i begyndelsen af 2010. Ole Bornedal begyndte samme år at skrive filmmanuskriptet. 1864 er dog ikke en filmatisering af bøgerne. Bornedal læste ikke Dommedag Als.
Oprindelig havde de tre erfarne tv-serie-manuskriptforfattere Jannik Tai Mosholt, Anders Frithiof August og Jeppe Gjervig Gram været tilknyttet projektet og de skulle skrive dialogerne i de enkelte afsnit under Bornedals ledelse og ud fra hans treatment.
Deres første udkast stillede dog ikke Bornedal tilfreds da han så det i foråret 2011, og de tre forfattere blev fyret fra projektet.
I juni 2010 vedtog Folketinget en merbevilling som var øremærket til udvikling og produktion af en historisk dramaserie. Merbevillingen var kommet i stand ved Medieaftalen for 2011–2014 "Fokus på kvalitet og mangfoldighed", der blev vedtaget med flertal af VK-regeringen og med Dansk Folkeparti og Liberal Alliances stemmer. Partierne bag den foregående medieaftale var dog enige om at benytte et forventet merprovenu fra licensen på en "produktion af en historisk dramaserie af høj kvalitet, der kan give danskerne kendskab til vigtige begivenheder i Danmarkshistorie".
Bornedals projekt kom til at ligge i konkurrence med Nordisk Films projekt Herfra hvor verden går om denne merbevilling og vandt.

## Produktion
Tv-serien blev produceret af det danske produktionsselskab Miso Film med Jonas Allen og Peter Bose, og som co-producere stod DR's dramachef Piv Bernth og DR's fiktionschef Nadia Kløvedal Reich, samt filminstruktøren Ole Bornedal. De medvirkende blev offentligt præsenteret ved et pressemøde i Skuespilhuset den 21. marts 2013. En række roller blev besat af erfarne og velkendte skuespillere såsom Søren Malling, Nicolas Bro og Sidse Babett Knudsen, men i centrale roller kom forholdsvise nye unge ansigter til, blandt andet Jens Sætter-Lassen, Jakob Oftebro og Marie Søderberg. I alt medvirkede omkring 160 skuespillere og 6.000 statister.
Buk-Swienty blev tilknyttet filmen som historisk konsulent. Indspilningerne begyndte i april 2013 og var planlagt til at foregå over 100 dage. Indspilningerne foregik på Fyn og i Tjekkiet, hvor de store krigsscener blev indspillet. Skyttegrave og skanser var rekonstrueret på en nedlagt russisk militærbase et stykke fra Prag. Under optagelserne i Tjekkiet var der hedebølge med temperaturer på op til 43 grader, hvilket medførte, at 18 af de medvirkende fik hedeslag i de tykke uldkostumer, de bar. Bornedal betegnede de tjekkiske filmmedarbejdere som ekstremt hjælpsomme og meget dygtige til store historiske film.
På Fyn indspillede man på Hagenskov med avlsgårdsanlægget og på arealerne omkring.
Indendørsscenerne, for hvad der skulle forestille godset, er optaget på Hvidkilde. De sidste optagelser blev foretaget i oktober 2013.
Tv-serien var under sin produktion kritiseret for social dumping, hvor tjekkiske arbejdere ikke blev behandlet efter danske overenskomster. Sagen endte med at Miso Film rettede ind, og ændrede kontrakten med de ansatte.
Filmen og tv-serien havde oprindelig et budget på 150 millioner kroner. I 2011 blev budgettet hævet til 160 millioner, og i efteråret 2011 blev det yderligere hævet med 10 millioner kroner. Den manglende finansiering betød, at premieren blev udskudt fra jubilæet for 150-året for Slaget ved Dybbøl den 18. april 2014 til efteråret 2014. Det er den dyreste serie der nogensinde er lavet i Danmark. Norske, svenske og tyske tv-stationer har investeret i projektet, ligesom midler også er fra fonde og produktionsselskabet Miso Film. Norsk filminstitutt trak dog deres støtte på 2 millioner kroner, da filmen ikke levede op til de norske krav om antallet af nordmænd der skulle være involveret i produktionen. Den største delfinanciering af serien kom med den ekstraordinære bevilling fra Kulturministeriet på de 100 millioner kroner

## Handlingen
1864 beskrives som "en fortælling om uskyld og kærlighed - om ignorance og politisk dårskab." Brødreparret Peter (Sætter-Lassen) og Laust (Oftebro) vokser op på landet i midten af 1800-tallet og melder sig som frivillige til krigen i 1864, fordi deres far (Lars Mikkelsen) var blevet såret og senere døde som følge af sine kvæstelser pådraget i Treårskrigen i 1850. I en ménage à trois er begge brødre forelsket i proprietærdatteren Inge (Søderberg). Denne fungerer gennem sin dagbog som fortælleren og dramaet fortættes, da det viser sig, at hun er blevet gravid med Laust som faderen. Sammen med sin veninde af sigøjnerslægt, Sofia (Levy), tager hun til fronten for at finde Laust, men da hun fejlagtigt får oplyst, at begge brødre er døde, melder hun sig som sygeplejerske ved felthospitalet.
1864 følger også en række historiske personer der var centrale i begivenhederne i året 1864, heriblandt Konseilspræsident D.G. Monrad (Bro), der nægter at efterkomme det Preussen - Østrigske ultimatum om at ophæve Novemberforfatningen. Imod Storbritanniens, Frankrigs og Ruslands ønske indlemmer Danmark reelt Slesvig i rigsfællesskabet, hvilket resulterer i den 2. Slesvigske Krig. Andre historiske personer der følges i tv-serien er Christian den 9. (Prip), general de Meza (Sætter-Lassen), overgeneral Georg Daniel Gerlach (Kristian Halken), du Plat (Spottag), dennes adjudant Ernst Schau (T. Malling), Karen Blixens far Wilhelm Dinesen (Lassen), oberst C.C. Lundbye (Pilmark), fyrbøder Johan Peter Larssen, den ældste frivillige menige soldat i den danske hær (S. Malling) politikeren C.C. Hall (Johannessen) og Johanne Louise Heiberg (Babett Knudsen). Det står hurtigt klart, at politikerne i København har en anden dagsorden end flertallet blandt de militære officerer. Politikerne, især personificeret ved Monrad kræver kampindsats, mens de fleste officerer indser, at det drejer sig om at undgå nedslagtning af deres mandskab.
Internationale personligheder skildres af den engelske skuespillerinde Barbara Flynn, der spiller Dronning Victoria af Storbritannien, og af den tyske skuespiller Rainer Bock i rollen som Bismarck.
Udover begivenhederne i 1800-tallet følges en handling i nutidens 2014, hvor den unge utilpassede Claudia (Boussnina) oplever en familiekrise, da hendes bror dør i Krigen i Afghanistan, og hun søger bort til et job som hushjælp for en gammel godsejer, Baron Severin (Mejding). På godset finder Claudia Inges gamle dagbog og derved kobles nutiden til begivenhederne i 1864. I løbet af serien knyttes trådene sammen gennem Claudias oplæsning af dagbogen for godsejeren.

## Medvirkende
Udover de nævnte medvirker blandt andet:
- Pilou Asbæk – Didrich[29]
- Zlatko Buric – Ignazio[29]
- Waage Sandø – Godsejer
- Peter Gilsfort – Godsforvalter[29]
- Rasmus Bjerg – Oberst Max Müller (staves Møller i serien)[29]
- Peter Plaugborg – Sergenten[29]
- Rasmus Botoft – Kostskolelærer[29]
- Helle Fagralid – Ingrid[29]
- Louise Mieritz – Emilie[29]
- Esben Dalgaard Andersen – Erasmus[29]
- Anders Heinrichsen – Unge Juul
- Barbara Flynn – Dronning Victoria[29]
- Søren Pilmark – "Oberst E. A. Lundbye" [33]

Sofie Gråbøl var oprindelig udset til at spille moren til de to mandlige hovedpersoner, men måtte takke nej.
Henning Jensen var annonceret til at spille Gerlach, men i den færdige tv-serie sås Kristian Halken i rollen.
Instruktøren Bornedal har tre familiemedlemmer på rollelisten: Sin kone Helle Fagralid og den 12-årige datter Fanny og sin 4-årige søn.
Fagralid og Bornedal mødtes i forbindelse med arbejdet til 1864.
Også Sætter-Lassen-familien havde flere medlemmer med i tv-serien: faren Søren Sætter-Lassen og sønnen Jens Sætter-Lassen.
Sidse Babett Knudsen karakteriserede sin rolle, Johanna L. Heiberg, som et "monster" langt mere stereotypisk end statsministerrollen som hun spillede i Borgen.
Om sit arbejde med Monrad-figuren forklarede Nicolas Bro i et svar på Reddit:
| „ | [J]eg [har] arbejdet rigtig meget med teksten fordi sproget er så meget anderledes end det er i dag. Især når man spiller en retoriker, så skal man kunne sit lort så godt, for ellers lyder det som replikker. Jeg lærte hele 1864 udenad, alle 8 afsnit, før jeg overhovedet begyndte at optage. | “ |

Jakob Oftebro, der er norsk, lærte sig med stort besvær flydende dansk til tv-serien.

## Musik
Den amerikanske komponist Marco Beltrami har komponeret tv-seriens underlægningsmusik. Beltrami har tidligere arbejdet med Bornedal i tv-miniserien Dybt vand og filmene Nattevagten, Jeg er Dina og Vikaren. I et interview i radioprogrammet Café Hack fortalte Bornedal, at Beltrami havde lyttet til Rued Langgaard, Carl Nielsen og andet dansk musik inden han skrev seriens tema, for at kunne give det en "dansk tone". Ved Bornedals første gennemlytning troede han, at det var en melodi han kendte. Temaet er indspillet af DR SymfoniOrkestret og DR UnderholdningsOrkestret. Der er ikke planlagt at udgive et soundtrack til serien.
Endvidere indgår datidens sange som diegetisk musik. Sangene omfatter bl.a. Dengang jeg drog af sted, Marken er mejet og I Danmark er jeg født, blandt andet spillet af musikere fra Slesvigske Musikkorps (Haderslev) og Prinsens Musikkorps (Skive).
I syvende afsnit høres Rudolph Bays melodi til Fred hviler over land og by spillet på harmonika som baggrund til soldaternes nattesamtale før stormen den 18. april.

## Premiere og visning
De to første afsnit fik gallapremiere i laden på godset Hagenskov, hvor en række optagelser fandt sted. Til premieren var foruden filmfolkene blandt andet også tidligere ejer og minister Britta Schall Holberg og hendes familie.
Tv-premieren var søndag den 12. oktober 2014 klokken 20 på DR1. Tv-seriens afsnit blev også gjort tilgængelige som streamede on-demand programmer via DR's hjemmeside. Her var der, foruden de almindelige versioner, også synstolkede versioner.
Visningsrettigheder til serien blev i december 2013 solgt til BBC, hvor serien, ligesom Forbrydelsen og Borgen blev vist på BBC4.
Den fik britisk premiere lørdag den 16. maj 2015.
I Norge fik tv-serien premiere den 1. december 2014, — dagen efter udsendelsen af de sidste afsnit i Danmark.

## Modtagelse
Allerede på baggrund af filmens synopsis blev filmen kommenteret. Historikere udtrykte bekymring for at det dramatiske værk ville skildre historiske personer ensidigt, hvilket især kunne være et problem på grund af størrelsen og gennemslagskraften af projektet. Bornedal forsvarede sine valg med:
| „ | Der er nogle kunstneriske friheder i det. Man tager nogle historiske figurer og gør alt for meget ved nogle og alt for lidt ved andre. I den balance kan man ikke navigere i forhold til det historisk korrekte, men kun i forhold til en dramatisk velfungerende korrekthed. | “ |

Som et eksempel på den kunstnerisk frihed man har taget i tv-serien er Johanne Louise Heibergs tætte forhold til D.G. Monrad.
Under titlen "historieløsagtighed" frygtede Tom Jensen på sin blog hos Berlingske, at serien kunne blive "et falsum til prime time", og at der kunne være tale om "uforsigtig og uansvarlig omgang med historiske kendsgerninger".
Uden at kende det detaljerede manuskript forsøgte Jensen også at spå om, at der med seriens parallelfortælling til nutiden ville kunne skabes en parallel mellem D.G. Monrad og statsminister Anders Fogh Rasmussen, der begge kontroversielt ville kunne skildres som dem, der "på umoralsk vis kastede lilleputnationen ud i uoverskuelige krige med umenneskelige og dødelige konsekvenser".
Foreningen Danske Biografer klagede over, at spillefilmen ikke skulle vises i biografen før tv-seriens premiere.

### Seernes modtagelse
| Afsnit     | Seertal   | Seerandel |
| ---------- | --------- | --------- |
| 1          | 1.700.000 | 67 %      |
| 2          | 1.682.000 | 60 %      |
| 3          | 1.500.000 | 54 %      |
| 4          | 1.100.000 | 43 %      |
| 5          | 1.200.000 | 47 %      |
| 6          | 1.237.000 |           |
| 7          | 1.086.000 | 44 %      |
| 8          | 1.170.000 | 46 %      |
| Gennemsnit | 1.341.000 | -         |

En rundspørge blandt seere, der havde set første eller andet afsnit fandt, at 54 procent var delvist eller helt enige i, at serien var en god serie, mens 27 procent var uenige.
Det officielle seertal for tv-premieren søndag den 12. oktober 2014 er 1,690 millioner, hvilket er på niveau med andre store DR dramaserier som Forbrydelsen og Arvingerne, men dog ikke så højt som Krøniken, der i 2004 debuterede med 2,2 millioner seere. Seerandelen for premiereafsnittet var 67%. Andet afsnit nåede med 1.682 millioner seere omtrent samme niveau. Seerandelen var faldet til 60 %. Tredje afsnit havde 1,508 millioner seere og en seerandel på 54 %. Det fjerde afsnit oplevede en massiv tilbagegang på 400.000 seere, og således blev dette afsnit kun set af 1,139 millioner og havde en seerandel på 43 %. Den beskedne seerandel på fjerde afsnit kan dog til dels også skyldes, at der samtidig blev sendt en kvalifikationskamp i håndbold mellem Danmark og Bosnien med en seerandel på 31 %. Femte afsnit oplevede en lille fremgang på omkring 100.000 seere, og det havde dermed omkring 1,2 mio. seere og en seerandel på 47 %.
I gennemsnit havde 1864 1,341 millioner seere, mens første sæson af Borgen havde 1,322 millioner og Arvingerne havde 1,709 millioner seere. 1864 ligger derved lidt under tredje sæson af Borgen og anden sæson af Livvagterne og Lykke der alle havde over 1,4 millioner seere i gennemsnit.
På den danske del af Twitter gjorde tv-serien sig bemærket. Det officielle hashtag "#1864dr" lå en periode øverst på den danske "trending topics", men også det ironiske hashtag "#mallebrok" lå højt. Mængden af tweets var dog ganske lavere end ved Det Internationale Melodi Grand Prix tidligere på året. Kommentarerne var overvejende negative.
En opgørelse fandt at #1864dr var det 117. mest anvendte hashtag blandt danske Twitter-brugere i 2014.
Tv-serien er en nærliggende forklaring for en øget interesse omkring krigen i 1864 man så hos Historiecenter Dybbøl Banke. De havde i 150-året for 1864 oplevet en 70 procents stigning i besøgstallet før tv-serien blev udsendt. Efter premiere rapporterede museet om en stigning på 125 procent i efterårsferien. I november måned havde museet omkring 2000 gæster mod normalt omkring 500 gæster og der havde været udsolgt i flere weekender.
Hos IMDb lå den med lunkne 5.6 i november 2014, hvilket var lavere end 6.0 for den dyre historiske DR-serie fra 1990'erne, Bryggeren.
En undersøgelse blandt danskere fandt at 16 procent synes at tv-serien var pengene værd.

### Anmeldelser
| Afsnit | Berlingske | BT  | Ekstra Bladet | Filmagasinet Ekko | Jyllands-Posten | Politiken | Soundvenue        | Gennemsnit |
| ------ | ---------- | --- | ------------- | ----------------- | --------------- | --------- | ----------------- | ---------- |
| 1      | 3/6        | 5/6 | 3/6           | 5/6               | 3/6             | 5/6       | 3/6               | 3,8/6      |
| 2      | 3/6        | 4/6 | 2/6           |                   | 3/6             | 3/6       | 3/6               | 3/6        |
| 3      | 4/6        | 4/6 | 2/6           |                   | 3/6             | 4/6       | 3/6               | 3,3/6      |
| 4      | 3/6        | 5/6 | 3/6           |                   | 4/6             | 4/6       | 3/6               | 3,6/6      |
| 5      | 3/6        | 5/6 | 3/6           |                   | 3/6             | 3/6       | 2/6               | 3,2/6      |
| 6      | 3/6        | 3/6 | 2/6           |                   | 2/6             | 5/6       | 4/6               | 3,2/6      |
| 7      | 4/6        | 6/6 | 3/6           |                   | 5/6             | 4/6       | 3/6               | 4,16/6     |
| 8      | 3/6        | 5/6 | 2/6           | 3/6 (hele serien) | 4/6             | 4/6       | 3/6 (hele serien) |            |

Efter første afsnit kom de første egentlige anmeldelser. De strakte sig fra Jyllands-Postens, Berlingskes og Ekstra Bladets tre stjerner til BT's, Politikens og Filmmagasinet Ekkos fem stjerner, — alle ud af seks mulige. Politikens Henrik Palle hæftede sig ved det visuelle udtryk og skrev, at den var — med hensyn til det billedmæssige — "noget af det flotteste danske tv-drama" han havde set, og at dets billedsyn og farveholdning gav en "international fornemmelse". Han mente, at fotografen Dan Laustsen realiserede instruktørens vision og skabte "billeder af Kubricksk skønhed, men også med realismen som dunkende blodstrøm lige under overfladen".
Da første afsnit fik premiere i Norge var afsnittet for Aftenposten "insisterende pompøs i stedet for vakkert medrivende."
For andet afsnit var Ekstra Bladets Henrik Queitsch nået helt ned på to stjerner. Han skrev da: "Det mest irriterende er i hvor høj grad Bornedal taler ned til seerne og hugger hver eneste pointe ud i granit". Tobias Bukkehave mente da at fortælletempoet var for langsomt, og en scene var "så teatralsk, karikeret og overfortalt, at det næsten ikke er til at holde ud". Mere generelt mente han, at serien fremstod som "utidssvarende og umoderne" set på baggrund af danske tv-serier siden sluthalvfemserne.
Norske VG's anmelder fandt 1864 "til tider lyrisk" efter at have set to afsnit, men at det ellers væltede over "i pompøst klisjébad" med "de karikerte rollefigurene" trods "mange og svært gode skuespillere".
Efter tredje afsnit karakteriserede BT's Niels Lind Larsen Bornedals arbejde med: "Han betjener sig af et helt andet filmsprog, end vi er vant til at se, hvor den store historie spejles i den lille, hvor det konkrete også bliver symbolsk, og hvor alle vigtige scener er bygget op som tableauer, der fryser tiden, mens tiden går." Larsen så en parallel fra Bornedal til Heibergs skuespil og Monrads retorik, hvor realismen blev skyet, og "det dramatiske, det symbolladede og det følelsesstemte" blev dyrket i stedet.
Berlingskes Jesper Eising så i fjerde afsnit "tablauer af næsten tarkovskijsk skønhed" som han dog mente stod i kontrast til nutidshistorien så der var alt for store spring mellem chokeffekter.
Kulturministeren Marianne Jelved gav det femte afsnit seks ud af seks mulige stjerne og mente, at det var et "fremragende stykke drama, der river os med fra første til sidste minut." Hun roste også serien for at skabe personer og handlinger, som seerne kunne identificere sig med og udtalte, at "det er sjældent at se så fremragende filmiske historier.".
Da den tidligere konservative kulturminister, Per Stig Møller, anmeldte seriens sidste afsnit for DR var han mere forbeholden. Han mente at "dramaets personer var skåret ud i pap som i de danske film fra 1960'erne," og som eksempel så han en scene hvor "den gode Peter [slog] den onde Didrik ned" som en parallel til Morten Korch-film hvor "Reichardt [sic] altid endte med at slå Rosenberg på tæven".
6. afsnit blev modtaget med meget blandede anmeldelser. Stort set alle var dog enige om, at Johan Peter Larssens overnaturlige evner i den sekvens, hvor han healer den døende Laust, trækker helhedsindtrykket ned.
7. afsnit var også omstridt. Ib Bondebjerg, professor i film- og medievidenskab, karakteriserede det som "visuel poesi og blodig realisme" og "et uafrysteligt historisk værk" og tildelte det 5 af 6 mulige stjerner.
Jacob Ludvigsen mente derimod, at afsnittet var en "direkte afsmitning fra fuserne til festfyrværkeriet" og gav det 3 af 6 mulige stjerner.
Information anmeldte serien som et filmteknisk mesterværk men var kritisk på alle andre områder (brugte udtrykket makværk) og kaldte den hærværk i visse henseender.
Nogle britisk anmeldere var mere positive, som The Daily Telegraph der fandt at første afsnit emmede af ambition og kvalitet og at det var så fængslende som noget noir-drama. Anmelderen gav afsnittet 4 ud af 5 stjerner.
The Independent havde reservationer over for den nutidige historie og måden nationalismen var skildret på, men fandt ellers at helheden var attraktiv og at serien gav et forfriskende nyt perspektiv på 1800-tallets historie.
Andrew Billen fra The Times gav de to første afsnit 3 ud af 5 stjerne,
og han mente at serien med seks afsnit igen så ud som en fejltagelse.

### Politisk modtagelse
Udover mediernes anmeldelser opstod en livlig diskussion på nyheds- og sociale medier om tv-serien med politiske synsvinkler fra politikere og andre meningsdannere. Forfatteren Carsten Jensen var i sin første anmeldelse ganske positivt indstillet overfor 1864, og mente således, at tv-serien var "en velrettet knytnæve retur, som efterlader højrefløjen med en brækket næse," og han spåede at Søren Krarup og Katrine Winkel Holm ville være særdeles kritiske mod serien. Han så paralleller fra tv-serien med en dansk nationalistisk retorik om danskerne, som "et udvalgt folk" til "den nazistiske propaganda kun 70 år senere", og mente at tv-serien viste, at "den danske og den tyske nationalisme ikke [er] så forskellige. De havde overmodet og den racistiske selvovervurdering til fælles." Jensen postulerede også, at en "blæksort højreregering" efter næste folketingsvalg "vil være på omgangshøjde med krigsmagerne fra 1864" med hensyn til "inkompetence og nationalistisk råddenskab".
Dansk Folkepartis Pia Kjærsgaard, der da havde set to afsnit, udtalte "dybt rystet" til Berlingskes Bent Blüdnikow endnu før serien havde haft tv-premiere:
| „ | Den er tendentiøs, og den politiserer uden skam. Nutidens politik synes at ligge Ole Bornedal mere på sinde end fortiden, og det er gået helt galt. Det er demagogi, og det er helt urimeligt over for os, der håbede på en seriøs, historisk serie, men også over for den forudsætningsløse ungdom, der får en skrupforkert historieversion. | “ |

Hun anså Bornedals introduktion af mishandlede sigøjnere i serien som en kritik af nutidens udlændingepolitik, og at fremstilling af krigen i 1864 var sammenlignet med Danmarks engagement i Afghanistan. Også Dansk Folkepartis Alex Ahrendtsen kom med kritik. For ham var de to første afsnit "en tåkrummende oplevelse", og han mente at Bornedal ligefrem havde været "så negativt afhængig af Dansk Folkeparti, at det er gået ud over den kunstneriske nerve til fordel for politisk lærekunst".
Efter DF's kritik rettede statsminister Helle Thorning-Schmidt en kritik mod partiets udtalelser:
| „ | Jeg undrer mig over, hvorfor Dansk Folkeparti skal hidse sig sådan op over ’1864’. Jeg har samtidig bidt mærke i, at der ikke er nogen af DRs store dramaserier, som er faldet i deres smag. De har kritiseret både Matador, Krøniken og Borgen. Jeg tror simpelthen ikke, det er muligt for DR at lave en dramaserie, som Dansk Folkeparti vil være glade for. | “ |

I en kommentar under titlen "Galmandsværk" medgav Berlingskes Anna Libak, at "som kunstner har [Bornedal] haft frie hænder, og kan derfor ikke klandres for historieforvanskning," men mente, at da serien var betalt af en licensfinansieret statsinstitution, skulle den ikke være politiske manifester. Hun anså, at fremstillingen af Monrad, "der inkarnerede den onde nationalisme", og parallellen mellem krigen i Afghanistan og 2. slesvigske krig som politiseren. Anderledes så Socialdemokraternes kulturordfører Troels Ravn ikke en kritik af Danmarks nutidige udenrigspolitik. Han fandt serien "fremragende", "en stor fortælling", "godt fortalt og næsten skræmmende nærværende". For Liberal Alliances Anders Samuelsen havde tv-serien en "spændende historie" og "mange interessante og dragende karakterer." De Konservatives Brian Mikkelsen syntes, at serien var på "et meget, meget højt niveau" og anså det for positivt at serien skabte "en kolossal interesse, som inspirerer mange andre til at gå i dybden med den tid, personerne dengang og krigen i 1864". Han så ikke politisering i tv-serien eller forvanskning af Danmarkshistorien. For Venstres kulturpolitiske ordfører Michael Aastrup Jensen var 1864 "en god serie. Der er brugt mange elementer for at gøre fortællingen moderne og få unge mennesker med".
I en kommentar til den politiske virak sagde Ole Bornedal til Ekstra Bladet:
| „ | Jeg har aldrig haft en politisk intention med tv-serien. Jeg ønskede blot at skabe en historie om krig og kærlighed, der gik direkte i hjerterne hos de danske tv-seere. Og jeg er virkelig ked af det, hvis jeg har startet en borgerkrig. Det har aldrig været min hensigt, at tv-serien skulle starte en moderne skyttegravs-krig mellem venstrefløjen og højrefløjen i Danmark | “ |

Anna von Sperling kritiserede denne "ansvarsfralæggelse" og mente, at det var nødvendigt med krigskritik set på baggrund af, at Danmark samtidig med udsendelsen af tv-serien igen havde involveret sig i krigen i Mellemøsten med udsendte F-16 jægerfly til Kuwait.
Andet afsnits korte scene med dyresex landede en uge efter, at fødevareminister Dan Jørgensen havde foreslået ændring af Dyreværnsloven, så dyresex forbydes eksplicit.
Den megen debat om serien fik en række politisk satiriske kommentarer med sig, bl.a. fra DR's radioprogram Selvsving og fra satirehjemmesiderne Helt Normalt og Rokokoposten, der alle tre behandlede virakken af flere omgange indenfor de første par uger. Også Politikens Roald Als behandlede emnet satirisk.
Ved series afslutning sendte DR et timelangt program, 1864 - krigen om historien, hvor flere elementer ved tv-serien blev debatteret.
Den retorisk krig mellem Ole Bornedal og Dansk Folkeparti fortsatte efter udsendelsesrækken da Bornedal i et tv-program med Michael Jeppesen mente at "Dansk Folkeparti er historieløse og ikke kan deres historie" og påstod at Pia Kjærsgaard ikke havde læst Tom Buk Swientys to 1864-bøger. Kjærsgaard gik dagen efter til modangreb og kaldte Bornedals udsagn "direkte usandt" og skrev: "I modsætning til Ole Bornedal har jeg faktisk læst begge bøger om 1864."
Hun afsluttede med:
| „ | Han er endnu en kunstner, der var død af sult uden massiv statsstøtte. Med andre ord en typisk dansk kunstner på venstrefløjen, hvis produkter ville være absolut usælgelige uden den danske kulturplanøkonomi. | “ |

Denne kanonade var dog tilsyneladende uanfægtet af at Bornedals foregående arbejde var den amerikanske spillefilm The Possession som havde indspillet over 85 millioner amerikanske Dollars på verdensplan.
I begyndelsen af februar 2016, godt et år efter seriens afslutning, blandede den tidligere dramachef Ingolf Gabold sig i debatten. Han udtalte at tv-serien var "et stykke politisk dramatik" og at 1864's nationalisme skulle spejle nutidens "neonationalisme" som han mente Dansk Folkeparti stod for.
Dramachefen Piv Bernth imødegik dog Gabold med en afvisning af at DR skulle have bestilt en politisk serie.

### Fremstillingen af D.G. Monrad
Et særligt debatteret emne var fremstilling af D.G. Monrad.
I første afsnit blev han set "sindsforvirret kravlende rundt i bar røv på gulvet". For Anders Samuelsen var Monrad "ikke fremstillet usympatisk, men også som et søgende usikkert menneske". Anderledes mente Jens Ole Christensen, at skildringen var "grotesk" og at han fremstod som en "lallende nar", der intet havde med virkelighedens Monrad at gøre. Christensen mente, at Monrad "selv om han havde sine særheder, så var han jo en begavet og ansvarsbevidst mand". Michael Aastrup Jensen var "ked af" hvordan Monrad blev beskrevet. For Jensen var Monrad "unuanceret og direkte forkert" beskrevet som "en vanvittig tosse" Sørine Gotfredsen rapporterede, at biskop Steen Skovsgaard og Charlotte Cappi Grunnet, der begge havde beskæftiget sig indgående med Monrad, mente, at Monrad var fremstillet "urimeligt vanvittigt".
I diskussionen omkring tv-seriens fremstilling af Monrad kom det frem, at historikeres fortolkninger af virkelighedens Monrad ikke er enstemming. I 1983 skrev Johan Schioldann Nielsen en doktorafhandling, hvor han argumenterede for, at Monrad var maniodepressiv, og at det var afgørende for Monrads handlinger i 1864 og nederlaget. 1864-historikeren Mikkel Runge Olesen var dog langt fra enig i den tolkning.
Fremstillingen af Monrad foregiver dog heller ikke at være historisk korrekt i alle detaljer. I film og TV er det ikke usædvanligt at fremstille historiske personer som dramaturgiske instrumenter, der repræsenterer et bestemt aspekt af dramaet, bl.a. for at undgå et virvar af bi-personer. I tv-serien er Monrad-figuren tydeligvis[kilde mangler] udvalgt til som antagonist at repræsentere det national-liberale synspunkt, og omfatter således flere andre fremstående historiske personer såsom A.F. Krieger (som i modsætning til virkelighedens Monrad havde et meget tæt forhold til Johanne Luise Heiberg), redaktørerne for avisen Fædrelandet Carl Ploug og Orla Lehmann samt rektor for Københavns Universitet H.N. Clausen.[kilde mangler]

### Priser
Tv-serien blev nomineret i fem kategorier til Robert Festivalen i 2015.
Det drejede sig om de fire tv-skuespillerpriser og prisen for Årets danske tv-serie.
1864 måtte se sig slået i alle kategorierne af DR's anden store dramaserie Arvingerne.
Producenten bag, Miso Film, havde i oktober 2013 meddelt, at man ville køre spillefilmen i stilling til at deltage i kampen om Guldbjørnen til Filmfestivalen i Berlin i 2015.
Til konkurrencen om Guldbjørnen i 2015 var den dog ikke blandt de nominerede.

## Historisk autenticitet
I tv-seriens trailer og i første afsnit blev det hævdet, at krigen i 1864 var den blodigste krig i Danmarks historie. Flere historikere var dog enige i, at dette er faktuelt forkert. Før 1864 var Danmark involveret i flere krige, der var blodigere: 1. slesvigske krig (1848–1850), Den Store Nordiske Krig (1709–1720) og den Skånske Krig (1675–1679).
En trailer viste også ganske kort et el-hegn i billedet. Det var dog først i 1925, at elektrisk hegn kom til Danmark.
Tv-serien skildrede en sigøjnerfamilie. Politikeren Pia Kjærsgaard udtalte, at så vidt hun vidste, var der ikke sigøjnere i Danmark i 1864. Bornedal modgik kraftigt Kjærsgaards påstand, som han kaldte "simpelthen forkert", ved at henvise til Ditte Goldsmiths arbejde, hvor det angives, at der fra tid til anden har været sigøjnere i Danmark siden 1550. Han henviste til historiske kilder, en fra 1536 og en fra 1736, Christian 6.'s holstenske fattiglov. Disse kilder viser begrænsning i sigøjneres rettigheder.
I Dansk kulturhistorisk Opslagsværk havde Tyge Krogh tilbage i 1991 opsummeret sigøjnerenes situation i Danmark i den historiske periode med: "Fra 1730'erne og de næste godt 100 år er der ikke tegn på tilstedeværelse af sigøjnere i Danmark. Fra slutningen af 1860'erne ses igen grupper af sigøjnere i Danmark — antagelig som resultat af mere liberale pasbestemmelser, som udvikledes i 1840'erne."
Det blev bemærket, at tv-seriens Monrads havde venstreskilning, mens flere af datidens billeder viste ham med højreskilning.
I et læserbrev i Berlingske forsøgte Dansk Folkepartis kultur- og undervisningsordfører Alex Ahrendtsen sig med en kritik af anvendelsen af H.C. Andersens I Danmark er jeg født. Ahrendtsen påstod, at sangen var anakronistisk anvendt, da han troede, at Poul Schierbecks melodi fra 1926 var anvendt. Påstanden er dog forkert, da melodien, der bliver sunget på i andet afsnit, er Henrik Rungs fra 1850. Ahrendtsen forsøgte sig med flere kritikpunkter: Han mente, at scenen med "en gruppevoldtægt af en ko" var ude af trit med tidsbilledet, ligesom "en badescene, hvor et par bader og har sex sammen" for, argumenterede han, "[d]en slags gjorde almindelige danskere først oppe i 1920'erne. I 1860'erne var folk meget mere blufærdige". Han foreslog endda, at fremtidige tv-serier skulle faktatjekkes af historikere og ville afsætte to millioner kroner årligt til en "historikerpulje". Forslaget nød ikke støtte fra andre partier.
Anakronismen for en anden sang blev også diskuteret. Der var tale om "Marken er mejet". I andet afsnit, der skal forestille at foregå i 1863, spiller spillemændene melodien, og godsejeren holder en kort tale, der virker som et citat fra sangens tekst. Teksten til "Marken er mejet" ses ofte angivet til året 1868. I en online quiz hævdede DR at "[s]angen blev først skrevet i 1868." Det er udgivelsesåret for en visesamling af Adolph von der Recke. Von der Recke var dog død året før, så von der Reckes tekst må have været skrevet før dette årstal. Melodien angives til at være en folkemelodi, en "Høstdans fra Randers", uden angivelse af komponist og årstal.
Oberst Lars R. Møller fremførte at slagscenerne burde have vist tykke hvide røgskyer fra datidens anvendte sortkrudt.
Historikeren Erik Ingemann Sørensen fandt ikke at skildringen af de faldende og dødende efter Slaget ved Sankelmark var korrekt, da kilder berettede at danske soldater lå udplyndrede for støvler, tøj og andre værdier, mens de i tv-serien sås som påklædte.
Han mente også at Røde Kors' verdenshistoriske indsats ved slaget burde have været dækket.
Inspektør på Tøjhusmuseet Jens Ole Christensen bemærkede, at rollen Ditlev bar en medalje, der først blev uddelt i 1870'erne.
Dialektforskeren Karen Margrethe Pedersen påpegede, at ingen af skuespillerne talte med fynsk dialekt, selvom handlingen udspillede sig på Sydfyn i midten af 1800-tallet, hvor det jævne folk talte med dialekt. Hun anså det for en svækkelse af autenticiteten.
Personer tilknyttet Dansk Ornitologisk Forening hørte nattergalesang i andet afsnits høfest og angav at dette var malplaceret i forhold til årstiden.
Den ornitologiske indsigelse har sin parallel for tv-serien Matador, hvor en ornitologisk forening påpegede at lyde fra gulspurve var anvendt til den forkerte årstid.
Serien påstår også, at Danmark blev angrebet af det Tyske Forbund. Det var imidlertid stormagterne Preussen og Østrig som erklærede og førte krigen mod Danmark. Det Tyske Forbund afviste derimod flere gange at deltage i krigen, hvis lovlighed, forbundet betvivlede. De tyske nationalliberale, som normalt omtales som slesvig-holstenerne, blev i filmen betegnet som slesvigerne. Der blev heller ikke taget hensyn til den multinationale karakter, som prægede helstaten i 1800-tallet. Der blev hverken nævnt Holstens eller Lauenburgs særstatus eller de forskellige sprog- og folkegrupper i hertugdømmerne.
Om denne problemstilling udtaler en historiker:
"Alle disse mange nuancer ville aldrig kunne inddrages i en TV-serie på otte afsnit, men i Bornedals version får vi ikke engang antydningen af deres eksistens. I stedet præsenteres vi for et helt fladt og unuanceret begreb om et ”Danmark”, der måske nok er grebet af en destruktiv nationalisme, men alligevel er en allerede velformet identitetsmæssig enhed".